# 4. století př. n. l.

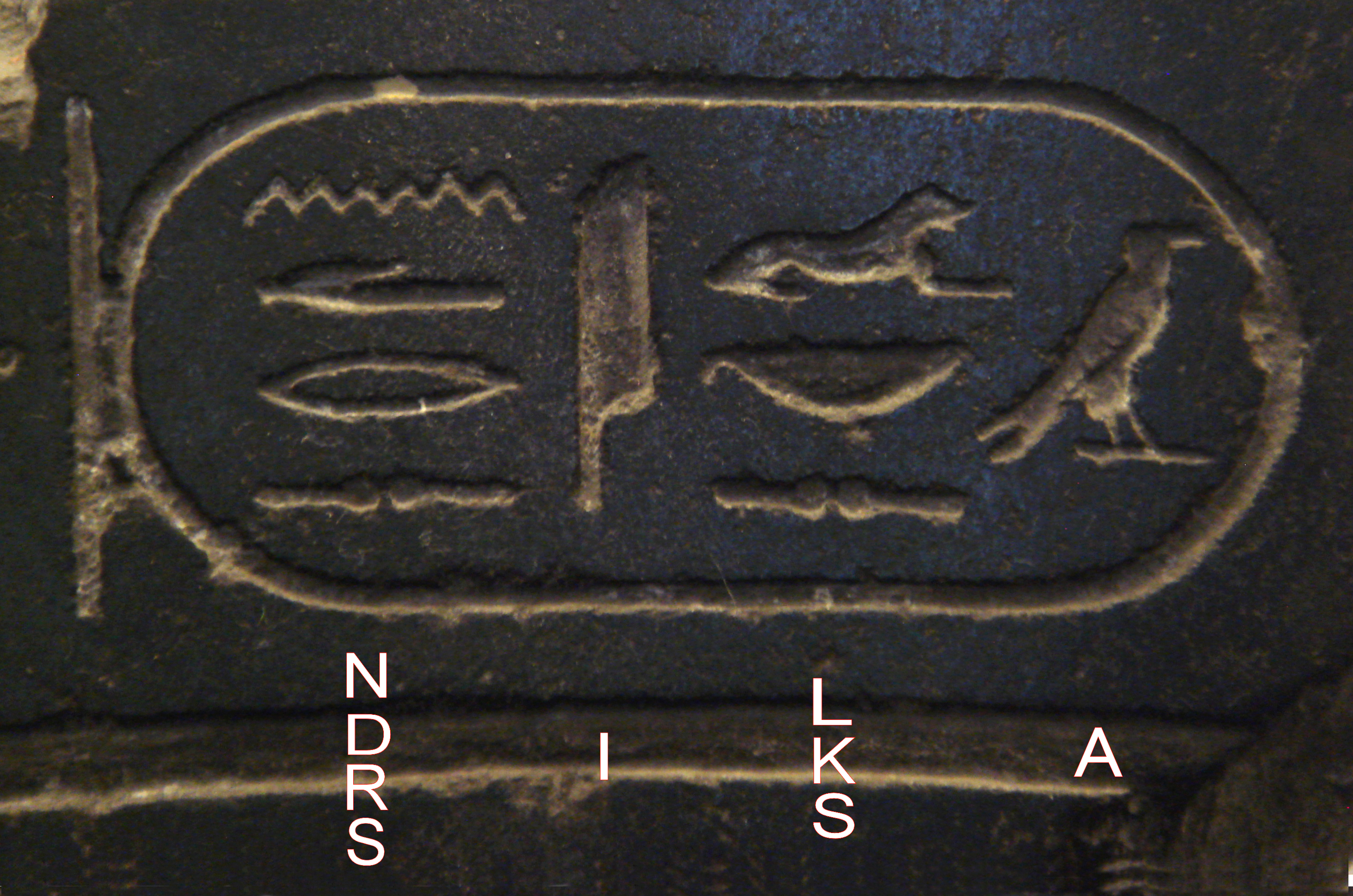
Hieroglyfy zapsané jméno Alexandra Velikého. Nápis pochází asi z roku 332 př. n. l.

4. století př. n. l. začalo 1. ledna 400 př. n. l. a skončilo 31. prosince 301 př. n. l. Pro toto staletí je charakteristický rozvoj starověkého Řecka, kdy se šířil vliv řecké kultury. Ta se s přibývajícími řeckými koloniemi ve východním Středomoří a pozdějším tažením Alexandra Velikého rychle šířila. V Číně bylo toto století obdobím válečných konfliktů, i když se i zde šířila filozofie, například konfucianismus či taoismus.

## Charakteristika
Charakteristickým rysem 4. století př. n. l. jsou výbojná tažení Alexandra Velikého, která vedla k pádu perské říše a k rozšíření řecké kultury daleko na východ. Další expanzi zabránila brzká smrt Alexandra Velikého, který zemřel v roce 323 př. n. l. Po jeho smrti se jím vybudovaná říše rozpadla do řady nezávislých států, které ovládli jeho dřívější vojevůdci (diadochové). Ptolemaios získal Egypt, Sýrii a Kyrenaiku. Seleukos vládl nad velkou částí Přední Asie a Antigonos získal vliv nad Řeckem a vládl v Makedonii. Lýsimachos získal Thrákii a severozápadní část Malé Asie. Tímto počíná helénistické období, které je charakterizované neustálými vojenskými konflikty mezi nově vzniklými i původními státy. V tomto období také dochází k vzájemnému ovlivňování řecké a orientální kultury a k šíření řeckého jazyka.
V Indii byla roku 322 př. n. l. Čandraguptou Maurjou založena Maurjovská říše. Tento vládce rychle rozšířil svůj vliv i do střední a západní Indie, kdy při získávání nových území využíval místních narušených mocenských struktur.
Čína vstoupila do 4. století př. n. l. érou neustálých vojenských konfliktů známou jako tzv. období válčících států. Během této doby došlo k rychlému růstu vlivu velkých států (například království Čchu) díky pokrokovým technologiím. Přestože tato éra bývá historiky charakterizována jako násilnější oproti předchozí éře období Jar a Podzimů, došlo v ní k sociálnímu a kulturnímu růstu a také k rozšíření několika filozofických směrů, například konfucianismu a taoismu a také ke zformulování myšlenek legismu.

## Vynálezy a objevy
- Římané postavili svůj první viadukt
- středomořské civilizace poprvé použili ke stavbě pálené cihly[1]
- v Řecku a Itálii byly poprvé vystavěny mlýny poháněné osli[2]
- nejstarší zápis písmem Bráhmī, z kterého se v průběhu staletí vyvinulo mimo jiné barmské písmo
- Pánini sepsal spis Vjákarana (mluvnice) psaný sanskrtem a pojednávající o gramatických a fonetických pravidlech tohoto jazyka
- Aristotelés navrhl rozdělení v té době známých věd
- čínský astronom Kan Te rozdělil nebeskou sféru na 365,25 stupňů a rok do stejného počtu dnů (v té době většina astronomů používala babylonské rozdělení na 360 stupňů)[3]
- byl vyroben torques se zakončeními v podobě lvích hlav nalezený v Súsách (dnešní Írán) a uchovávaný v Louvru v Paříži

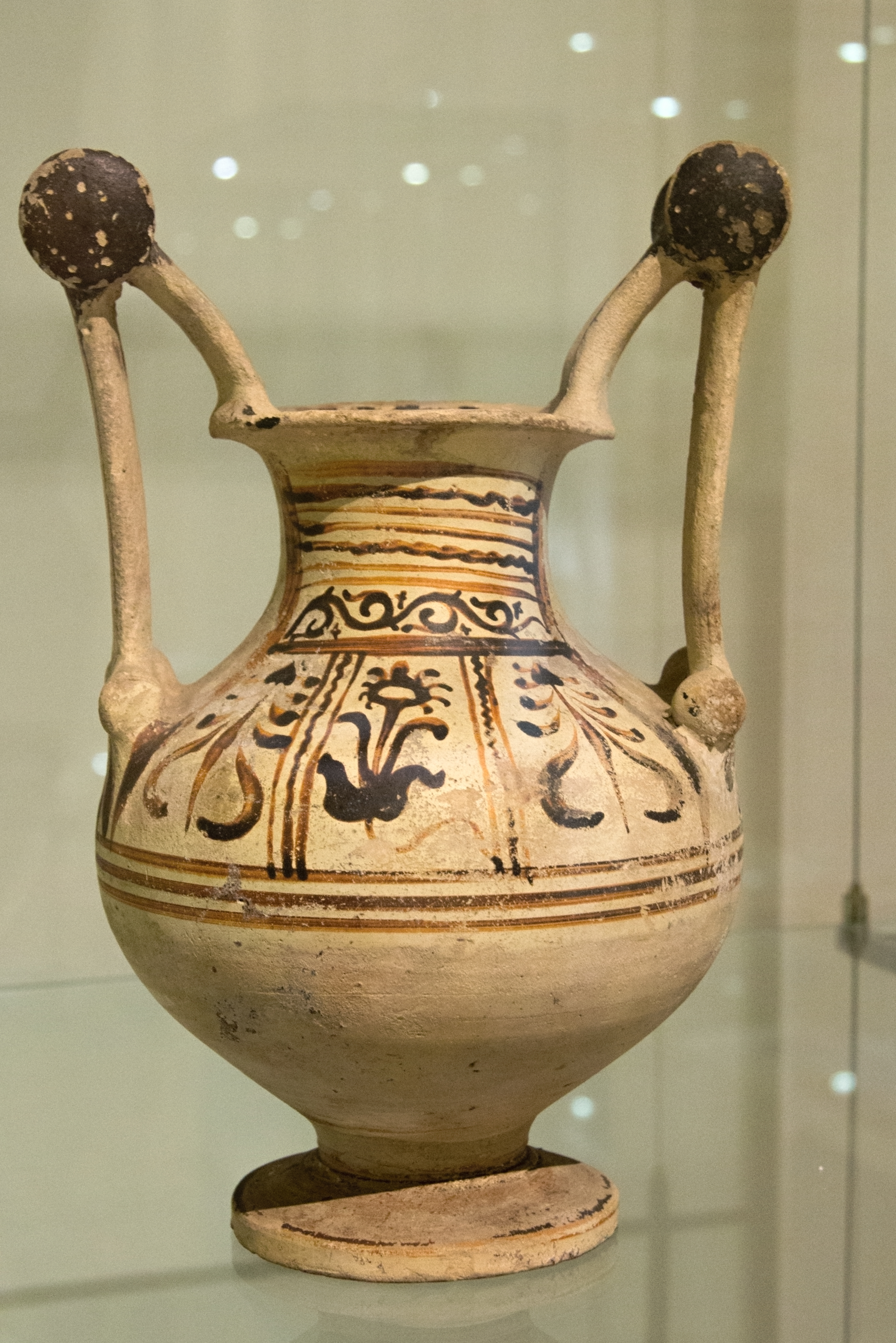
Messapijská amfora – nestoris ze 4. století př. n. l.
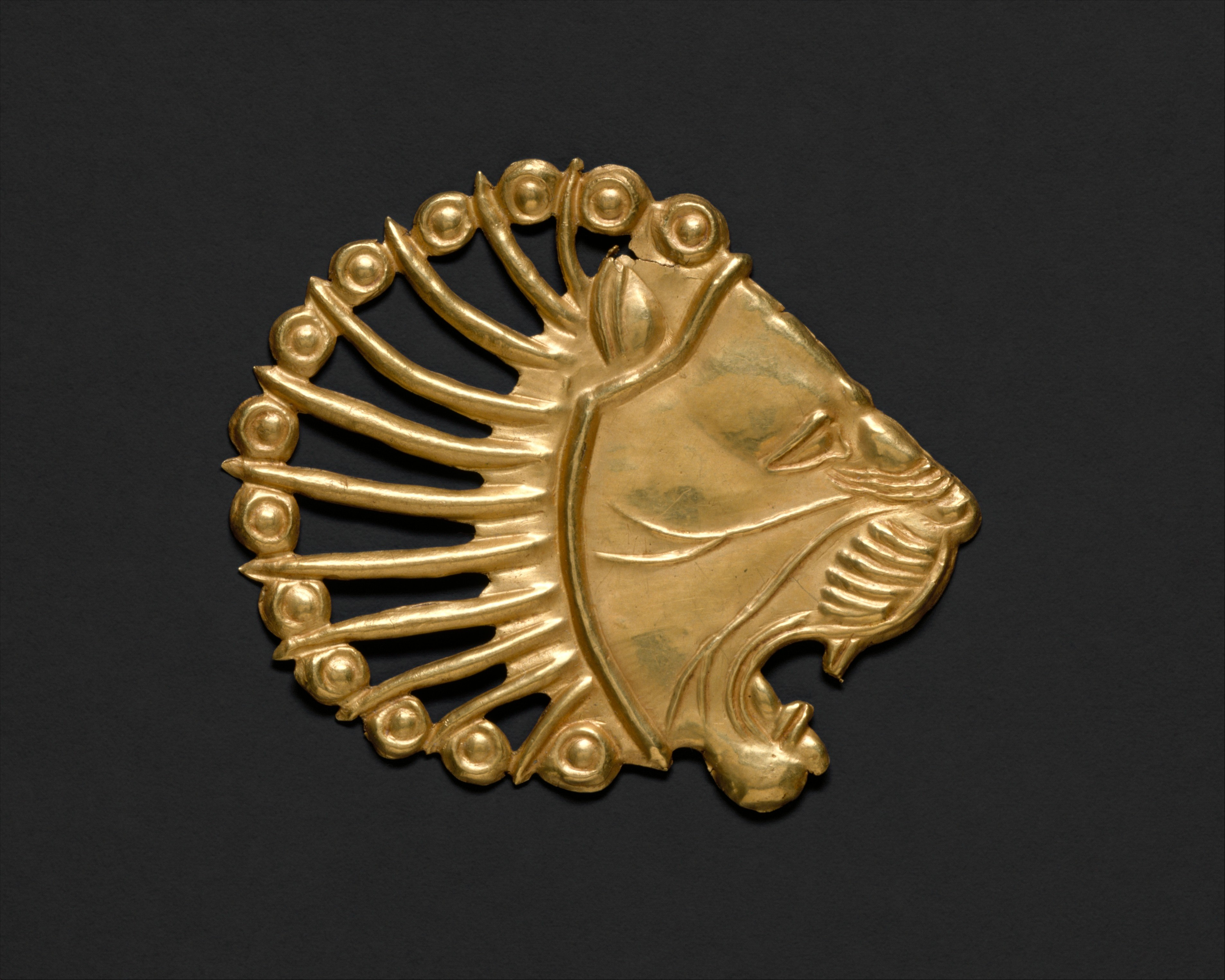
Ozdoba ve tvaru lví hlavy, Achaimenovská říše, asi 6. až 4. století př. n. l.
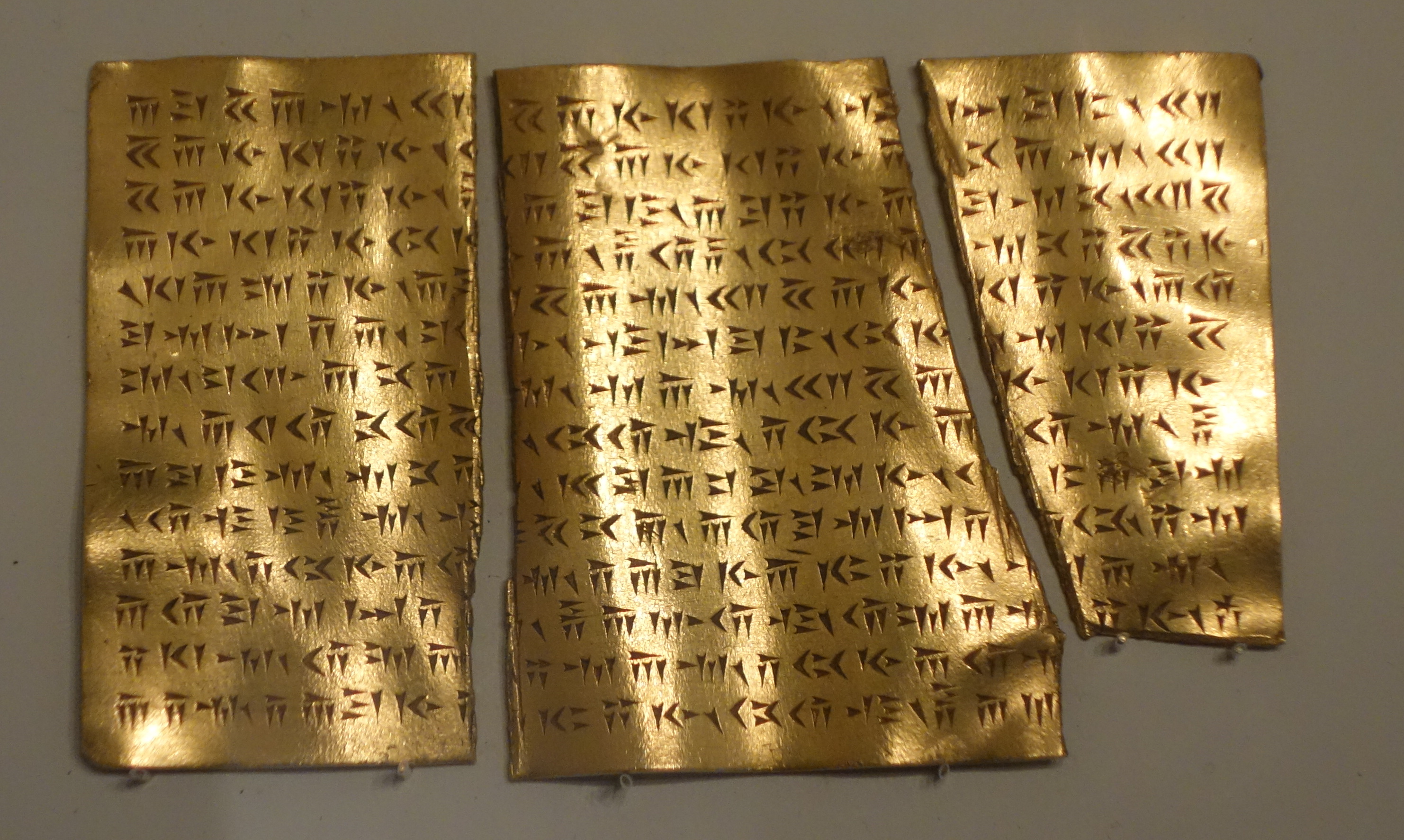
Zlatá plaketa se zápisem ve staré perštině z 4. století př. n. l.
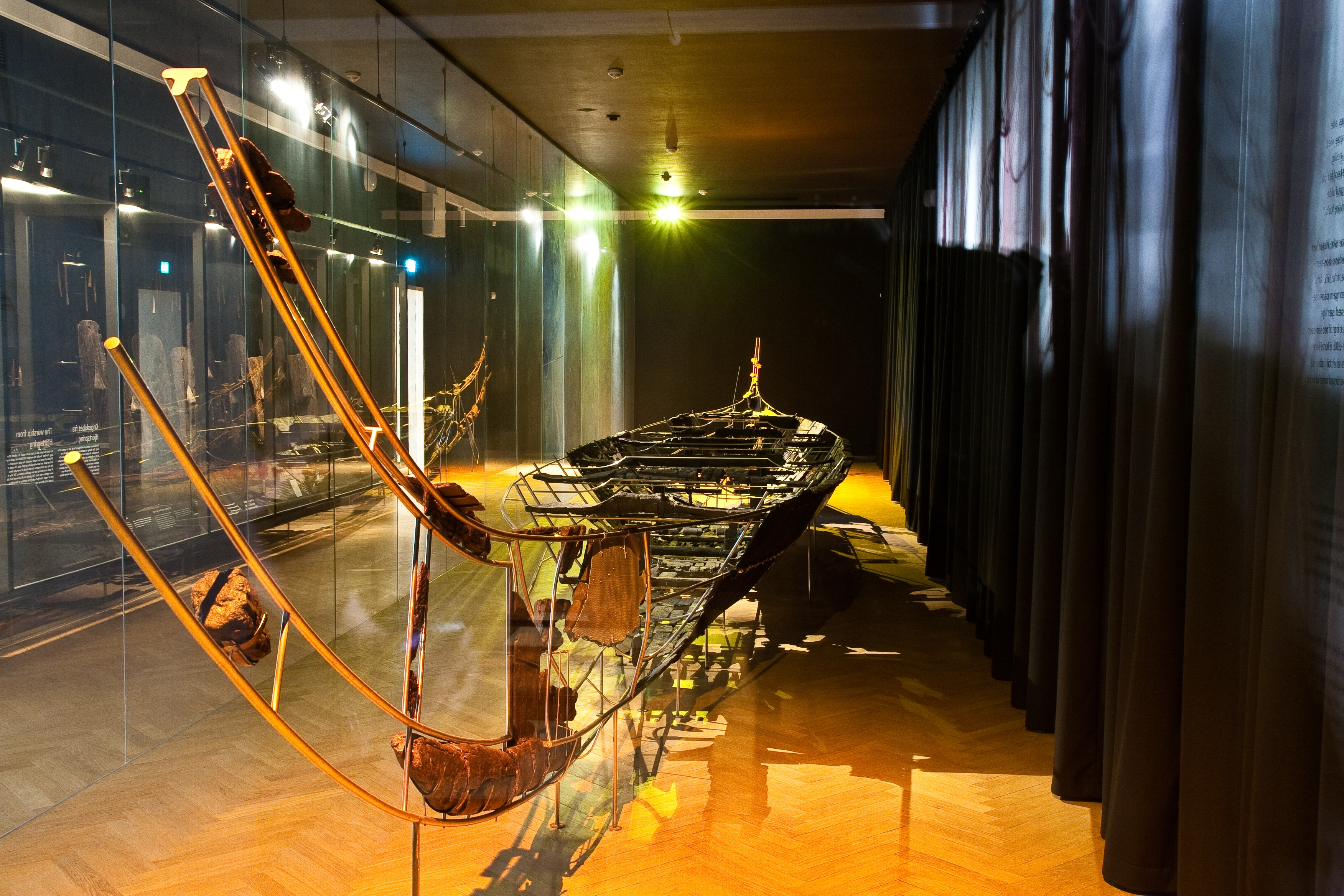
Loď z Hjortspringu postavená asi 400 až 300 př. n. l.
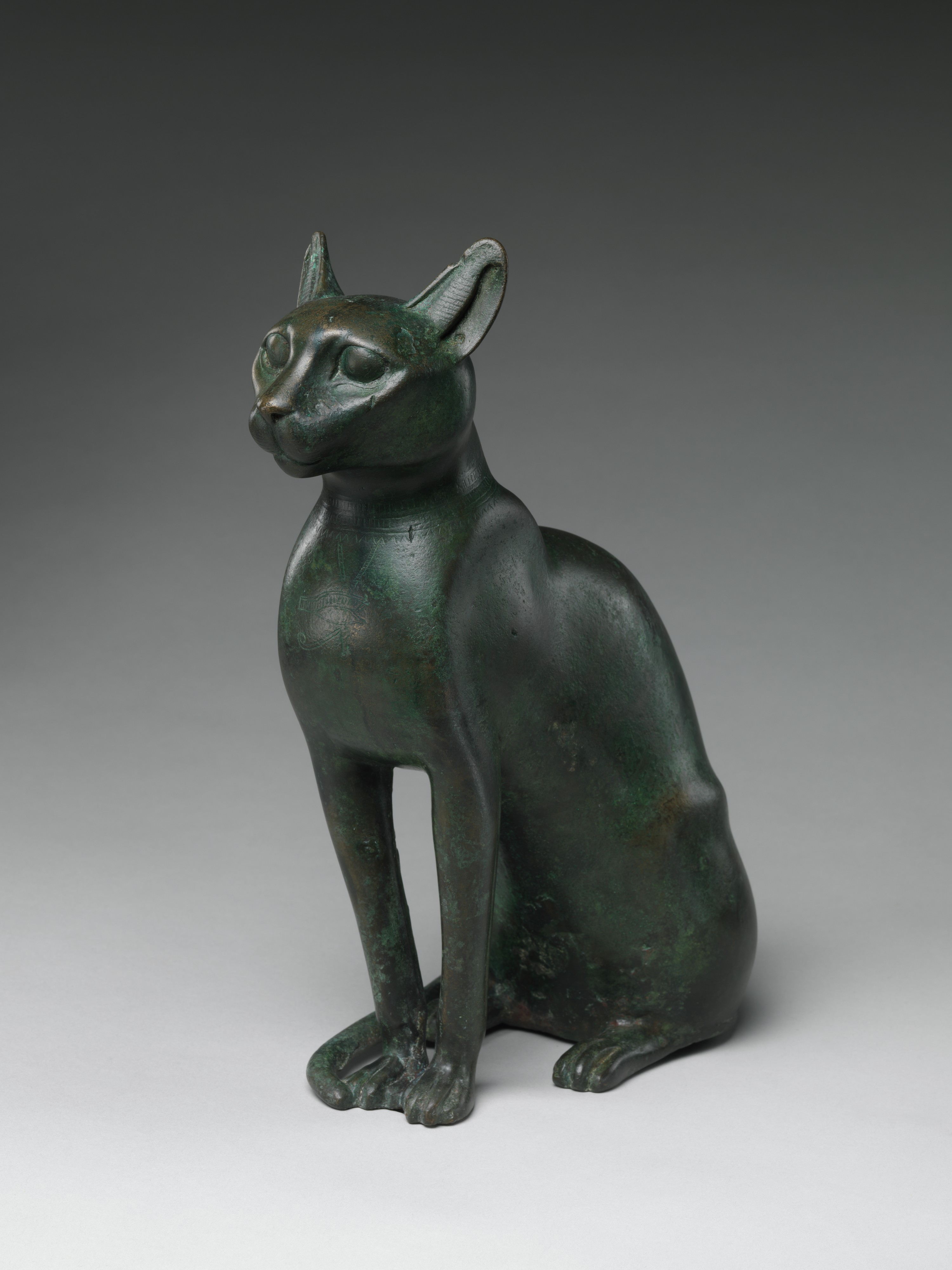
Egyptská soška kočky vznikla asi 332 až 30 př. n. l.
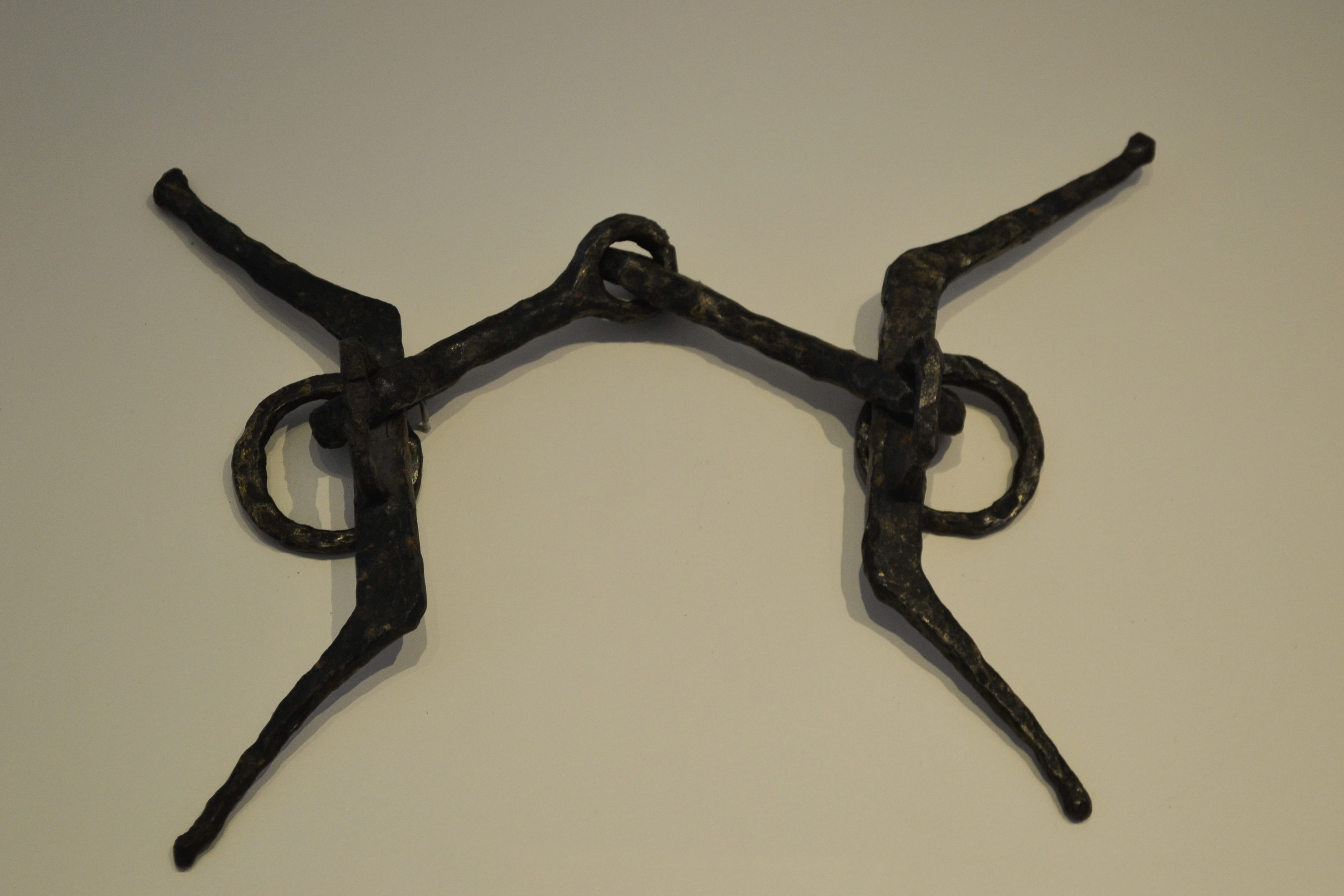
Část koňského postroje ze Španělska ze 4. až 3. století př. n. l.

## Významné osobnosti

### Státníci a válečníci

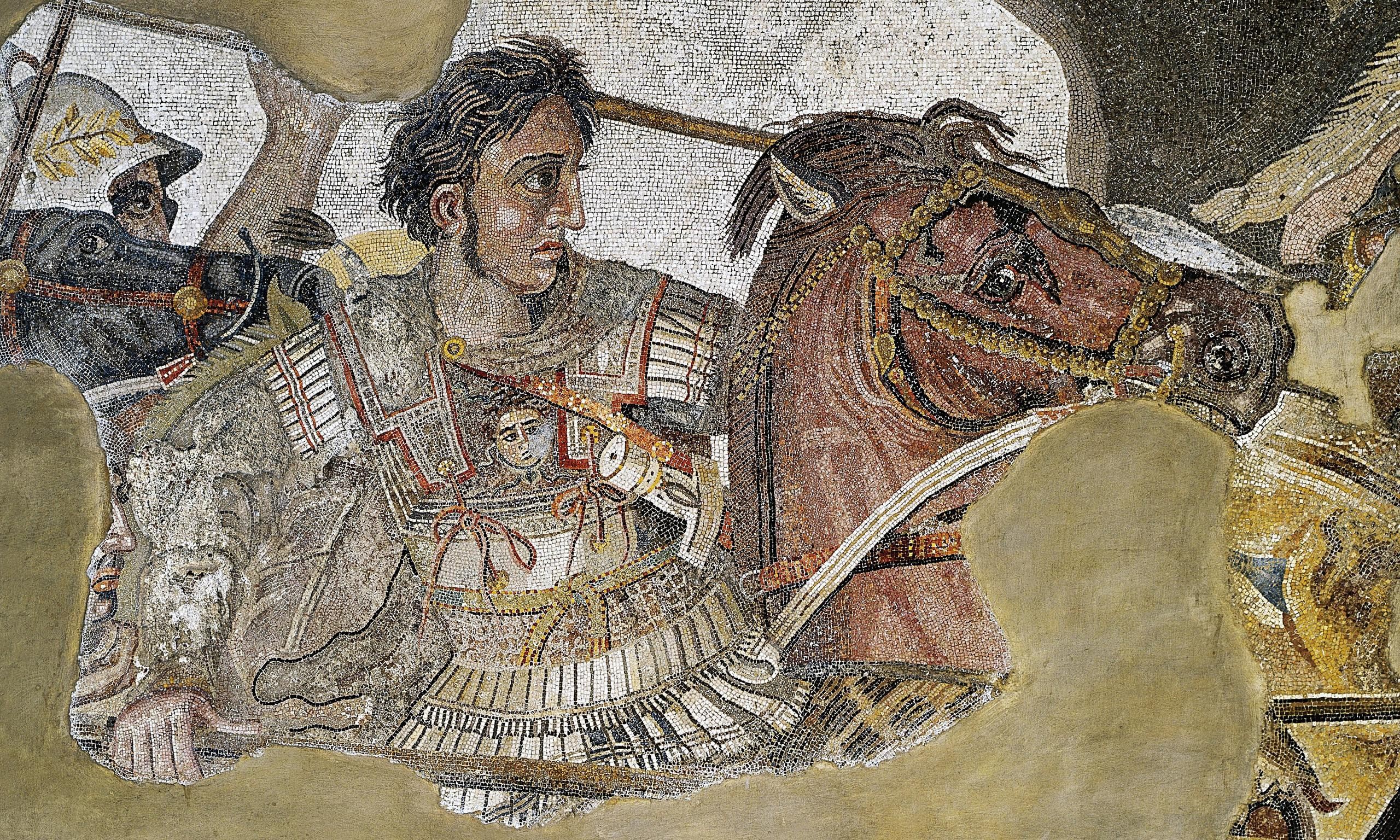
Alexandr Veliký

- Alexandr Veliký – král Makedonie
- Antigonos I. Monofthalmos – satrapa, vojevůdce, aristokrat
- Antipatros – státník, vojevůdce, místodržitel MakedonieNachthareheb
- Atropates – perský aristokrat

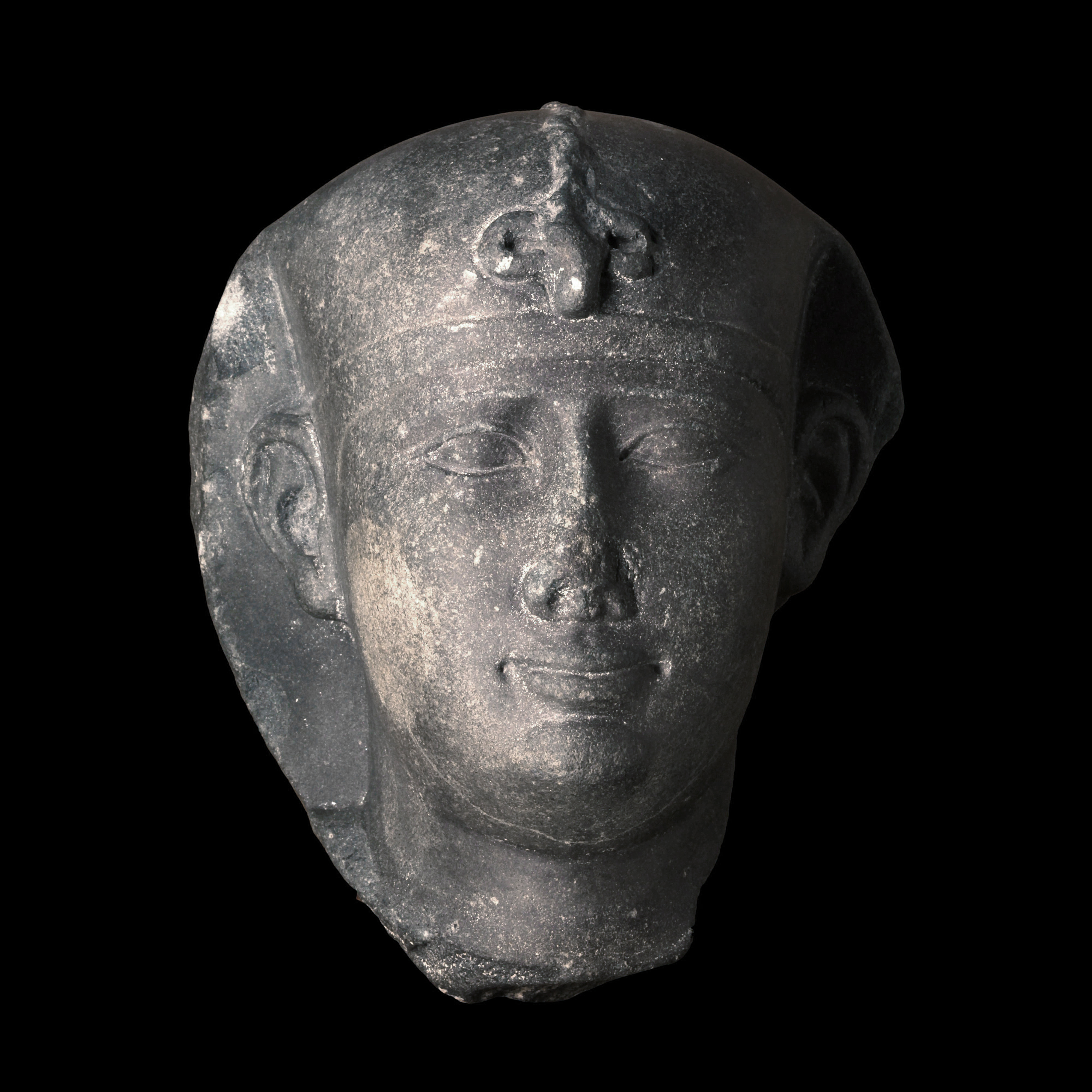
Nachthareheb

- Béssos (později Artaxerxés IV.) – příslušník perského vládnoucího rodu Achaimenovců
- Čandragupta Maurja – panovník Maurjovské říše
- Dareios III. – perský velkokrál z rodu Achaimenovců
- Démétrios I. Poliorkrétés – antigonovský král Makedonie
- Démosthenés – athénský politik, řečník a právník
- Epameinóndás – thébský generál a státník
- Filip II. Makedonský – král Makedonie
- Kassandros – regent a král Makedonie
- Krateros – makedonský vojevůdce
- Lýsimachos – makedonský důstojník a vojevůdce, později král Thrákie
- Mahápadma Nanda – první král z dynastie Nandovců
- Manius Curius Dantatus – konzul římské republiky
- Nachthareheb – faraon 30. dynastie
- Parmenión – makedonský vojevůdce ve službách Filipa II. Makedonského a Alexandra Velikého
- Pelopidás – thébský státník a řecký generál

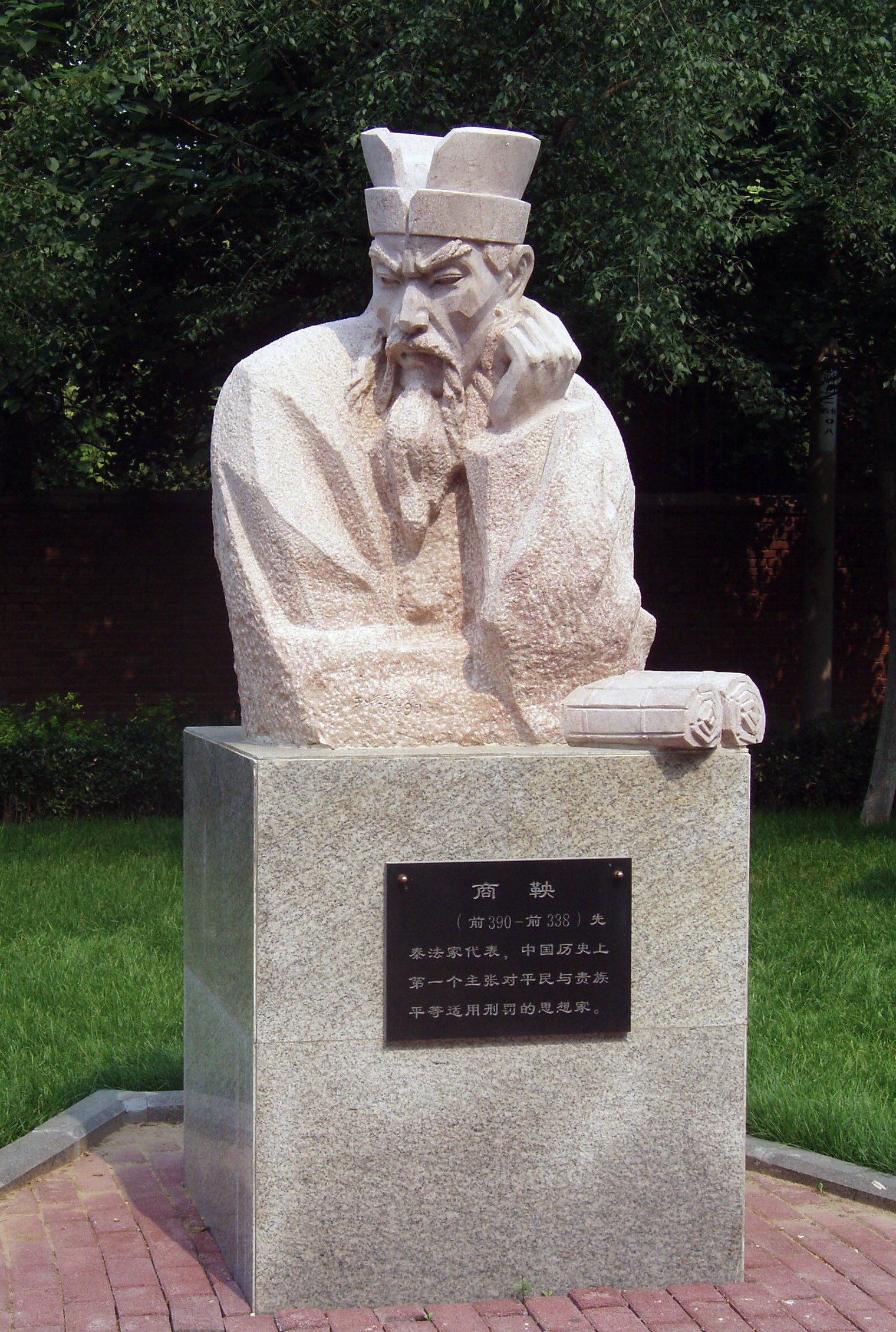
Šang Jang

- Šang JangPerdikkás – generál Alexandra Velikého, po jeho smrti regent
- Ptolemaios I. Sótér – makedonský generál, později vládce Egypta, zakladatel ptolemaiovské dynastie
- Seleukos I. – makedonský důstojník, zakladatel seleukovské dynastie a seleukovské říše
- Šang Jang – významný státník ze státu Čchin

### Výtvarné umění
- Apellés – dvorní malíř Alexandra Velikého
- Kefisodotos starší – řecký sochař
- Leócharés – athénský sochař
- Lysippos – řecký sochař
- Praxiteles – řecký sochař
- Skopás – řecký sochař a architekt

### Literatura

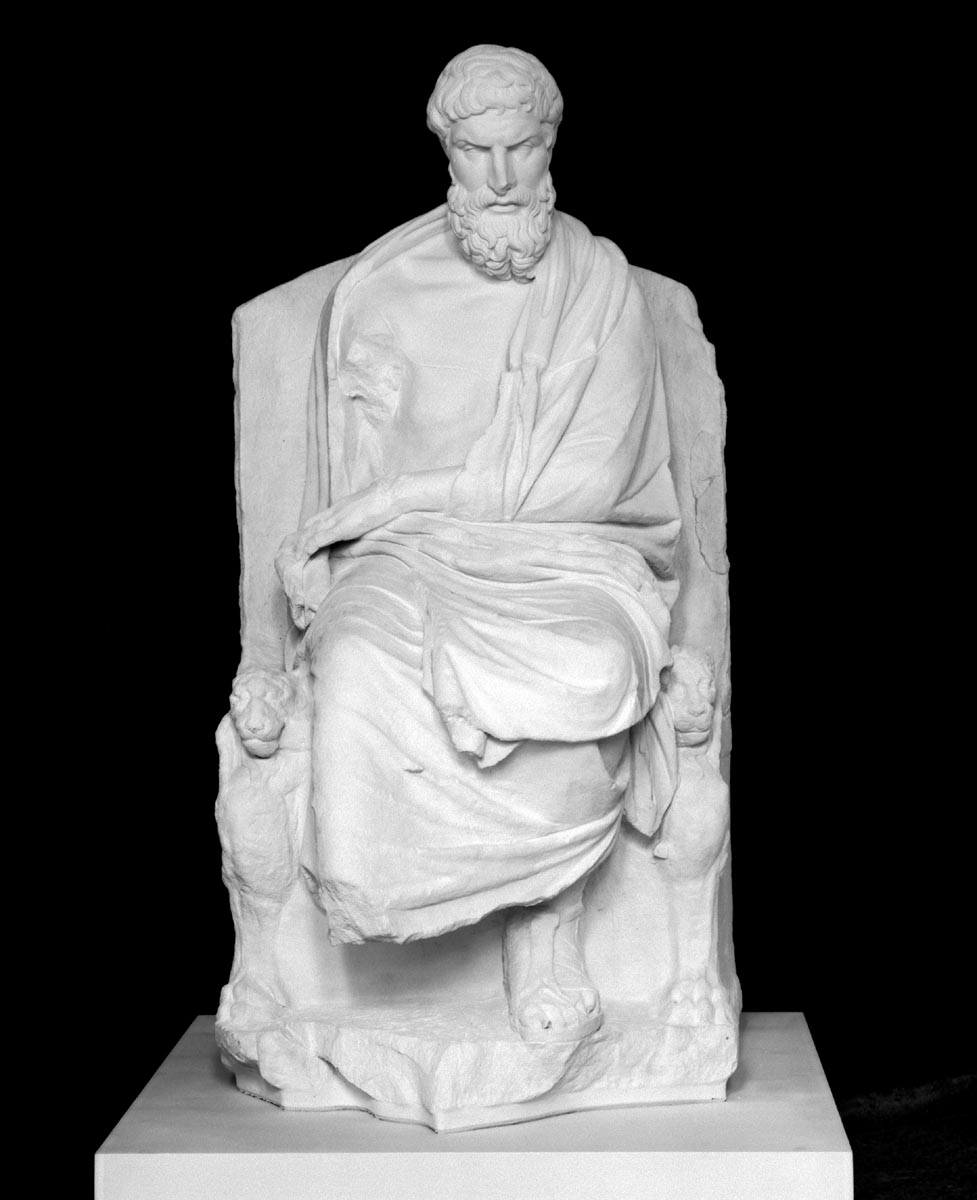
Epikúros

### Věda a filozofie
- Agnodiké – athénská lékařka a porodní bába
- Antisthenés – řecký filozof a rétor, zakladatel školy kyniků
- Archytas – řecký matematik, astronom, politik a filozof
- Aristippos z Kyrény – řecký filozof, zakladatel kyrénské školy
- Aristotelés – filozof
- Čánakja – indický filozof, učenec a poradce Čandrgupty Maurjy
- Čuang-c' – čínský filozof
- Démétrios z Faléru – řecký řečník, filozof a politik

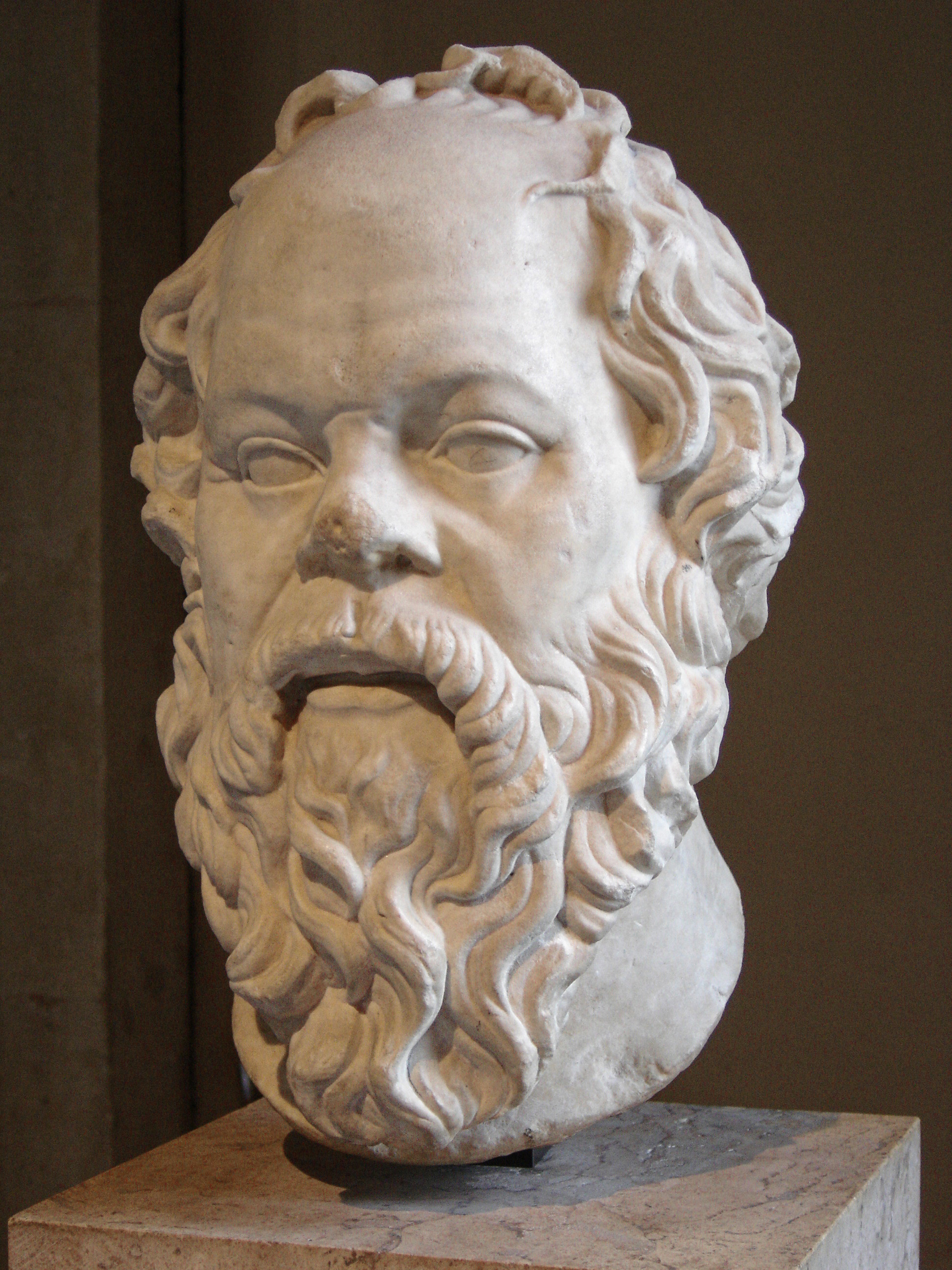
Sókratés

- SókratésDiogenés ze Sinópé – řecký filozof, radikální zastánce kynismu
- Epikúros – řecký hédonistický filozof, zakladatel epikureismu
- Kallisthenés z Olynthu – řecký historik
- Kratés z Théb – řecký filozof
- Pánini – starověký indický jazykovědec
- Platón – řecký filozof, pedagog a matematik
- Pyrrhón z Élidy – řecký filozof
- Sókratés – athénský filozof
- Sofoklés – athénský dramatik, kněz a politik
- Speusippos – řecký filozof
- Theofrastos – řecký filozof, vědec a rétorik
- Xenokratés – řecký filozof a matematik
- Zénón z Kitia – řecký filozof, zakladatel stoicismu

## Státní útvary

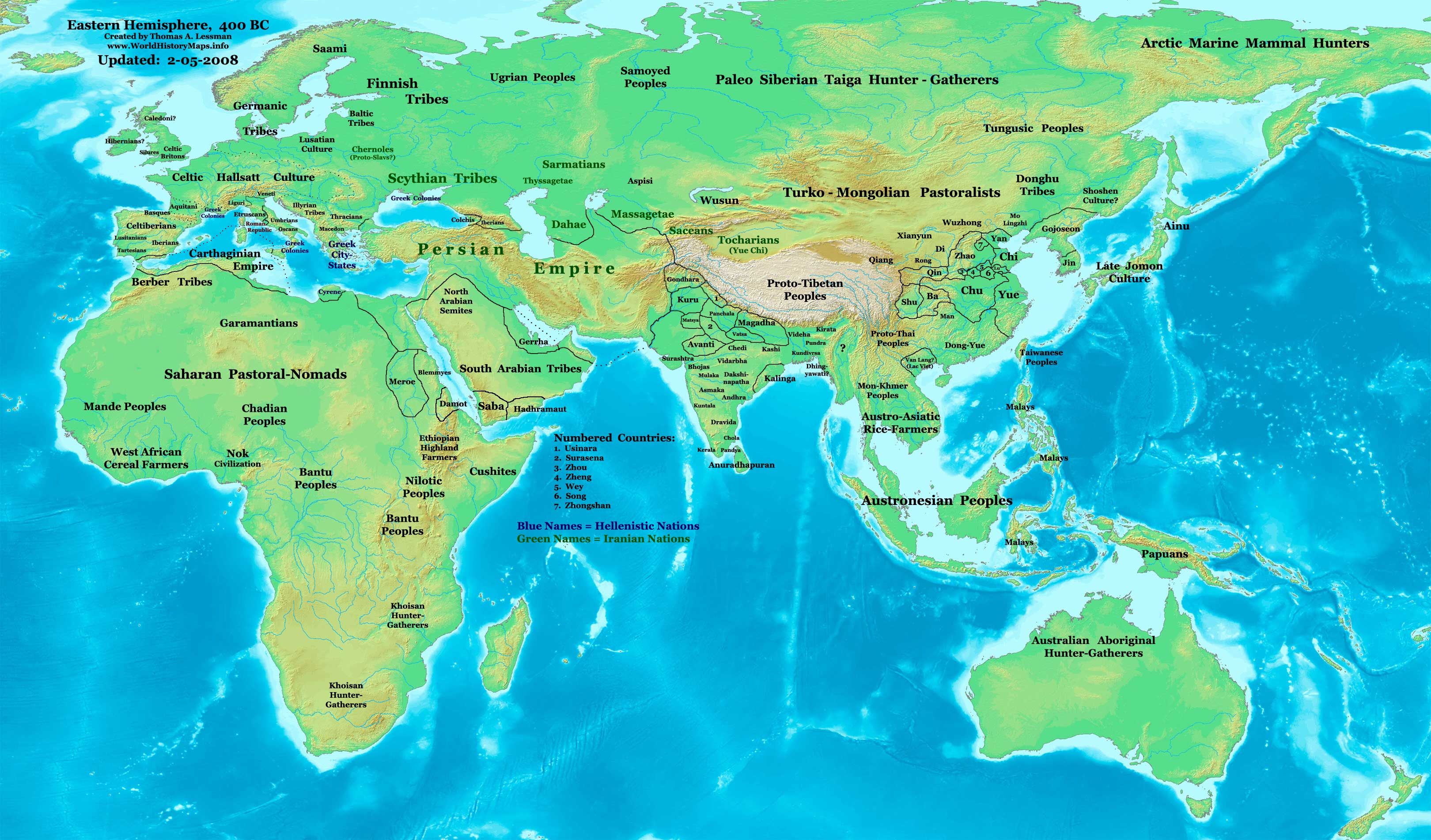
Mapa Starého světa v roce 400 př. n. l.

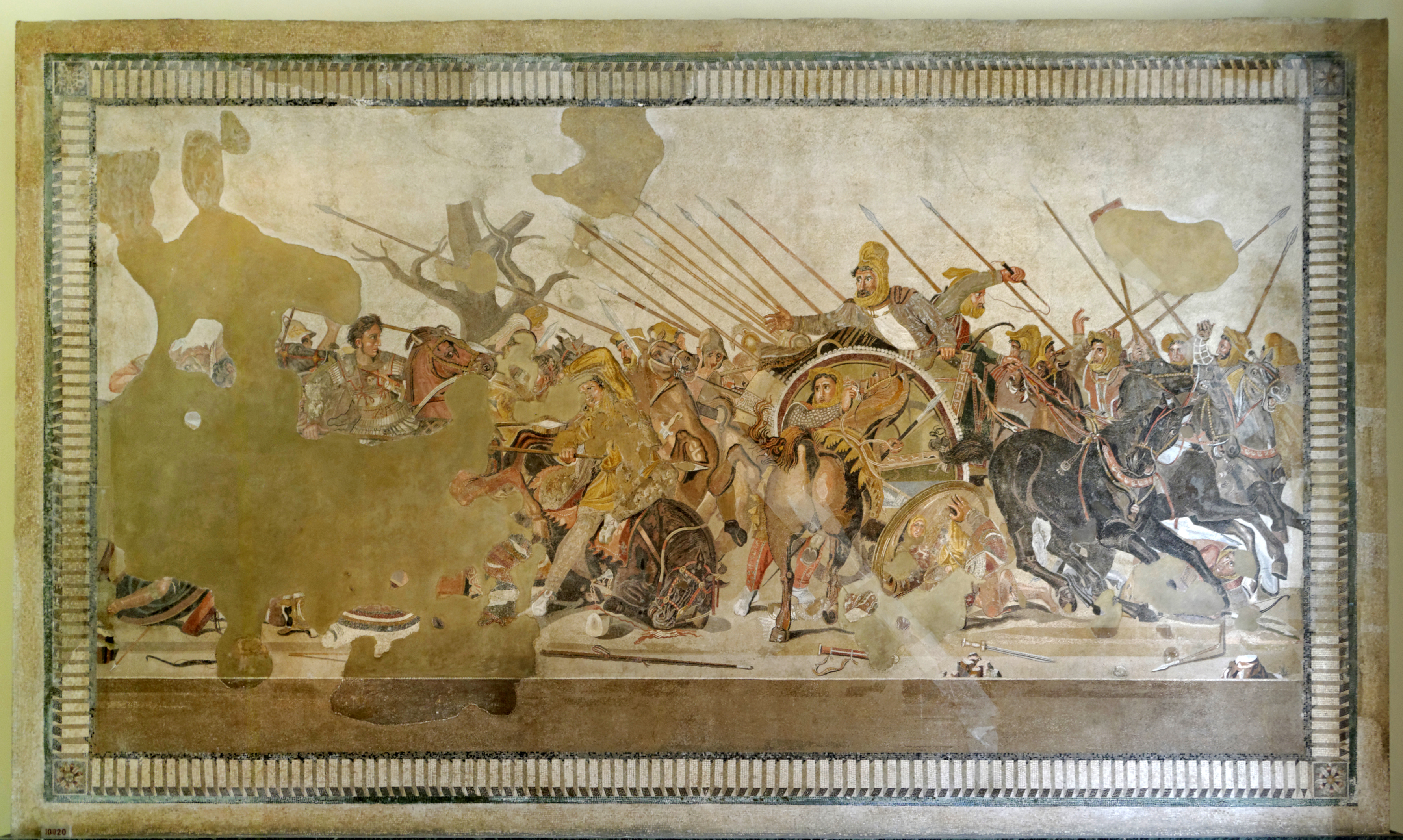
Bitva u Issu

- Bitva u IssuAdenská kultura (1000 př. n. l. – 200 př. n. l.)
- Achaimenovská říše (první perská říše) (550 př. n. l. – 330 př. n. l.)
- Argolis (1200 př. n. l. – 226 př. n. l.)
- Bithýnie (4. století př. n. l. – 74 n. l.)
- Čérové (5. století př. n. l. – 1102 n. l.)
- Čorreská kultura (1800 př. n. l. – 300 př. n. l.)
- Dynastie Čeng (806 př. n. l. – 222 př. n. l.)
- Dynastie Čchi (1046 př. n.  l. – 241 př. n. l.)
- Criel Mound – uměle navýšený kopec adenské kultury ve Virginii.Dynastie Čchin (845 př. n. l. – 221 př. n. l.)
- Dynastie Čoa (403 př. n. l. – 222 př. n. l.)
- Dynastie Čou (1045 př. n. l. – 256 př. n. l.)
- Dynastie Chan (403 př. n. l. – 230 př. n. l.)
- Dynastie Jen (865 př. n. l. – 222 př. n.  l.)
- Dynastie Wej (403 př. n. l. – 225 př. n. l.)
- Etruský spolek (768 př. n. l. – 264 př. n. l.)

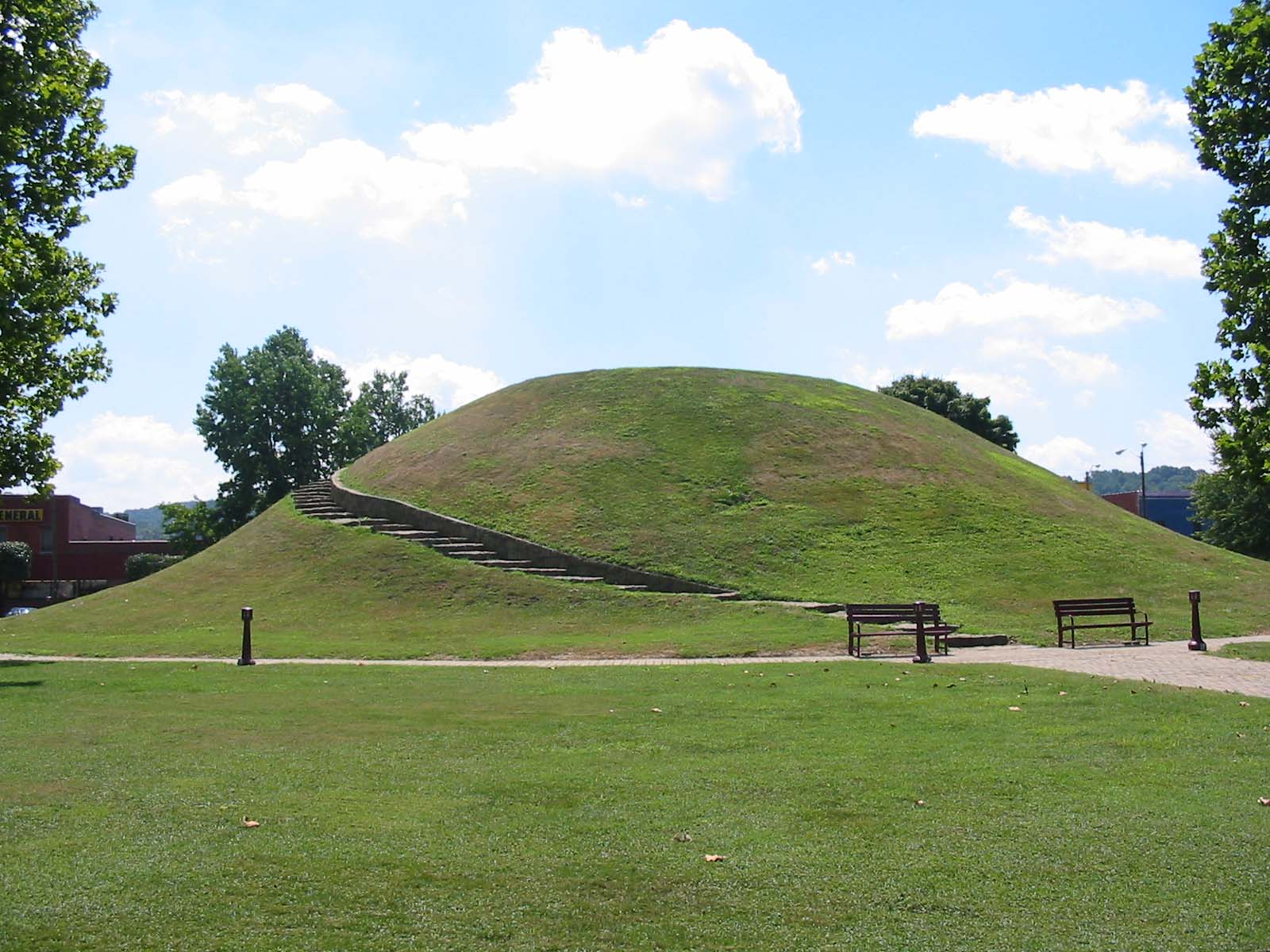
Criel Mound – uměle navýšený kopec adenské kultury ve Virginii.

- Chavínská kultura (900 př. n. l. – 200 př. n. l.)
- Japonsko (660 př. n. l. – dosud)
- Kalinga
- Kartágo (650 př. n. l. – 146 př. n. l.)
- Kavkazská Albánie (před 6. století př. n. l. – 8. století n. l.)
- Kočoson (2333 př. n. l. – 108 př. n. l.)
- Korint (700 př. n. l. – 146 n. l.)Možná územní podoba říše Văn Lang na počátku 3. století př. n. l.

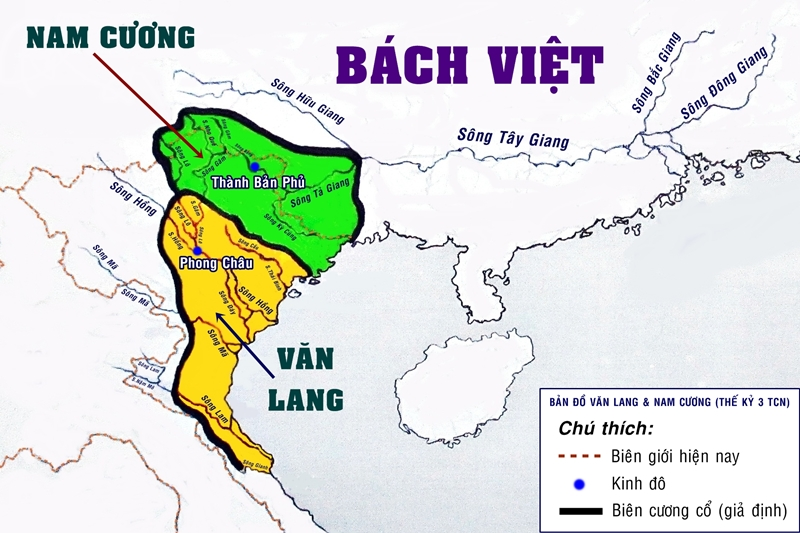
Možná územní podoba říše Văn Lang na počátku 3. století př. n. l.

- Království Ammón (asi 10. století př. n. l. – 332 př. n. l.)
- Království Atropatené (asi 323 př. n. l. – 3. století n. l.)
- Království Čchu (1030 př. n. l. – 223 př. n. l.)
- Království D'mt (asi 980 př. n. l. – 400 př. n. l.)
- Království Dardanie (asi 448 př. n. l. – 28 př. n. l.)
- Království Ibérie (302 př. n. l. – 580 n. l.)
- Království Kuš (1070 př. n. l. – 350 n. l.)
- Kyréna
- Lakónie (8. století př. n. l. – 200 př. n. l.)
- Makedonské království (808 př. n. l. – 146 př. n. l.)
- Makedonská říše (334 př. n. l. – 323 př. n. l.)

Makedonské království (oranžově) v roce 336 př. n. l.

- Makedonské království (oranžově) v roce 336 př. n. l.Mayská civilizace (2500 př. n. l. – 1697 n. l.)
- Nandovská říše (424 př. n. l. – 321 př. n. l.)
- Odryské království (460 př. n. l. – 46 př. n. l.)
- Olmékové (1400 př. n. l. – 400 př. n. l.)
- Pandyanská říše (4. století př. n. l. – 1650 n. l.)
- Paracasská kultura (600 př. n. l. – 175 př. n. l.)
- Ptolemaiovská říše (305 př. n. l. – 30 př. n. l.)
- Starověké Athény (508 př. n. l. – 322 př. n. l.)
- Starověký Egypt Pozdní doba (665 př. n. l. – 343/332 př. n. l.)
- Římská republika (509 př. n. l. – 27 př. n. l.)
- Sábové
- Seleukovská říše (312 př. n. l. – 63 př. n. l.)
- Skýtie (8. století př. n. l. – 2. století n. l.)
- Sparta (900 př. n. l. – 192 př. n. l.)
- Tarás
- Théby
- Văn Lang (2879 př. n. l. – 258 př. n. l.)